# El Monte
El Monte és una ciutat del Comtat de Los Angeles a l'estat de Califòrnia. Segons el cens del 2000 tenia 115.965 habitants.

## Demografia
Segons el cens del 2000, El Monte tenia 115.965 habitants, 27.034 habitatges, i 23.005 famílies. La densitat de població era de 4.688,4 habitants/km².
Dels 27.034 habitatges en un 53,3% hi vivien nens de menys de 18 anys, en un 57% hi vivien parelles casades, en un 18,5% dones solteres, i en un 14,9% no eren unitats familiars. En el 10,9% dels habitatges hi vivien persones soles el 4,9% de les quals corresponia a persones de 65 anys o més que vivien soles. El nombre mitjà de persones vivint en cada habitatge era de 4,24 i el nombre mitjà de persones que vivien en cada família era de 4,43.
Per edats la població es repartia de la següent manera: un 34,1% tenia menys de 18 anys, un 12,1% entre 18 i 24, un 31,5% entre 25 i 44, un 15,4% de 45 a 60 i un 6,9% 65 anys o més.
L'edat mediana era de 27 anys. Per cada 100 dones de 18 o més anys hi havia 101 homes.
La renda mediana per habitatge era de 32.439 $ i la renda mediana per família de 32.402 $. Els homes tenien una renda mediana de 21.789 $ mentre que les dones 19.818 $. La renda per capita de la població era de 10.316 $. Entorn del 22,5% de les famílies i el 26,1% de la població estaven per davall del llindar de pobresa.

## Poblacions properes
El següent diagrama mostra les poblacions més properes.